# NGC 1710
NGC 1710 je galaksija u zviježđu Zecu.

## Vanjske poveznice
- SEDS: NGC 1710